# Proteste in Romania del 2012

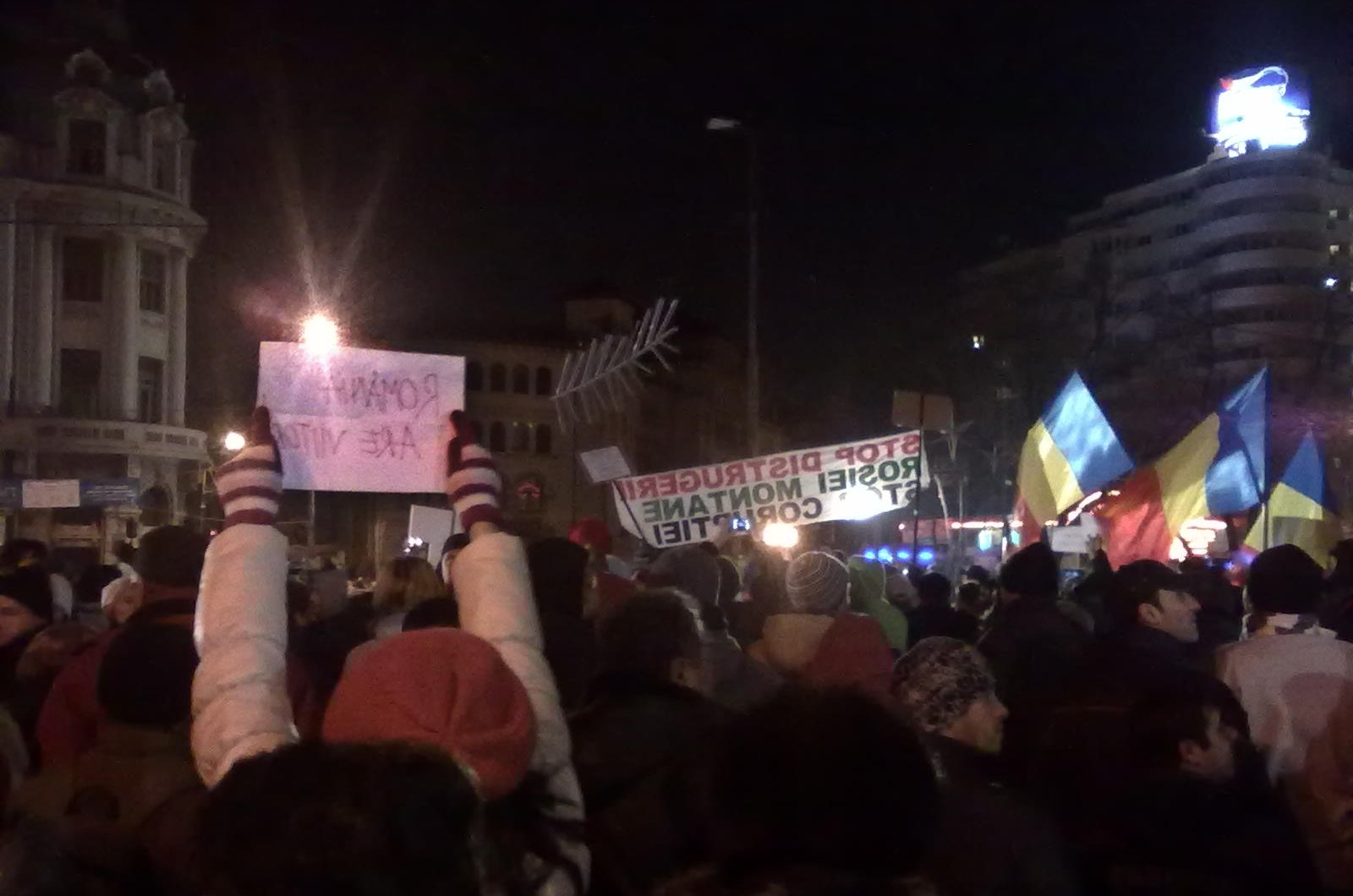
Manifestazioni pacifiche contro il governo a Piazza Università il 15 gennaio.

Le proteste in Romania del 2012 sono una serie di manifestazioni iniziate il 12 gennaio 2012, e proseguite fino al 25 gennaio, in Romania la cui origine essere tracciata la riforma sanitaria promossa dal primo ministro della Romania Emil Boc e sostenuto del presidente Traian Băsescu. Le proteste diventano violente, alcune persone, manifestanti e membri della Gendarmeria sono stati feriti.
Seguì una seconda fase, a partire dal 24 aprile 2012 fino al 1 maggio 2012.
La prima reazione del presidente è stata di pensare al problema nel fine settimana nella sua residenza parlamentare di Cotroceni.
Nella sera del 14 gennaio, il primo ministro Emil Boc ha visitato un contestatore all'ospedale.